# WTA-toernooi van Brisbane
Het WTA-toernooi van Brisbane is een jaarlijks terugkerend tennistoernooi voor vrouwen dat onderdeel is van het tennistoernooi van Brisbane en wordt georganiseerd in de Australische stad Brisbane. De officiële naam van het toernooi is Brisbane International.
In de periode 1995–2008 vond in Brisbane geen WTA-toernooi plaats. In de periode 1998–2008 werd een vervangend toernooi georganiseerd: het WTA-toernooi van Gold Coast (100 km zuidelijk van Brisbane).
De WTA organiseert het toernooi dat wordt gespeeld op hardcourt.
Het viel in de periode 2009–2011 in de categorie "International" en in de periode 2012–2020 in de categorie "Premier". Sinds 2024 is de categorie WTA 500 van toepassing.
Tot en met 2019 werd tegelijkertijd met dit toernooi op dezelfde locatie het ATP-toernooi van Brisbane voor de mannen gehouden. In 2020 werd in Brisbane geen parallel mannentoernooi georganiseerd. In de jaren 2021–2023 was er ook geen vrouwentoernooi meer. In 2024 werd het hervat, evenals het mannentoernooi.

## Officiële toernooinamen
- 1889–1969: Queensland Championships
- 1970–1981: Queensland Open
- 1982–1985: National Panasonic Open
- 1987: Jason 2000 Classic
- 1988: Ariadne Classic
- 1989, 1993–1994 : Danone Hardcourt Championships
- 1990–1992: Danone Open
- 2009–2020: Brisbane International
- 2024: Brisbane International

## Meervoudig winnaressen enkelspel
| speelster          | aantal titels | in de jaren      |
| ------------------ | ------------- | ---------------- |
| Evonne Goolagong   | 4             | 1970–1972, 1974  |
| Helena Suková      | 3             | 1984, 1989, 1991 |
| Karolína Plíšková  | 3             | 2017, 2019, 2020 |
| Pam Shriver        | 2             | 1983, 1988       |
| Viktoryja Azarenka | 2             | 2009, 2016       |
| Serena Williams    | 2             | 2013, 2014       |

## Finales

### Enkelspel
| Datum      | Naam                            | Cat.                            | ($)                             | Ondergrond                      | Winnares                        | Verliezend finaliste            | Uitslag                         |                                 |
| ---------- | ------------------------------- | ------------------------------- | ------------------------------- | ------------------------------- | ------------------------------- | ------------------------------- | ------------------------------- | ------------------------------- |
| 1968-12-10 | Queensland Champ's              |                                 |                                 | gras, buiten                    | Karen Krantzcke                 | Kerry Melville                  | 6-3, 6-4                        |                                 |
| 1969-12-02 | Queensland Champ's              |                                 |                                 | gras, buiten                    | Winnie Shaw                     | Karen Krantzcke                 | 11-9, 6-4                       |                                 |
| 1970-11-10 | Queensland Open                 |                                 |                                 | gras, buiten                    | Evonne Goolagong                | Kristien Kemmer                 | 6-3, 6-2                        |                                 |
| 1971-12-06 | Queensland Open                 |                                 |                                 | gras, buiten                    | Evonne Goolagong                | Helen Gourlay                   | 6-2, 7-6                        |                                 |
| 1972-11-27 | Queensland Open                 |                                 |                                 | gras, buiten                    | Evonne Goolagong                | Glynis Coles                    | 6-0, 7-5                        |                                 |
| 1973-12-03 | Queensland Open                 |                                 |                                 | gras, buiten                    | Janet Young                     | Kazuko Sawamatsu                | 6-1, 6-4                        |                                 |
| 1974-11-25 | Queensland Open                 |                                 |                                 | gras, buiten                    | Evonne Goolagong                | Cynthia Doerner                 | 6-1, 6-2                        |                                 |
| 1975-12-08 | Queensland Open                 |                                 |                                 | gras, buiten                    | Nina Bohm                       | Nerida Gregory                  | 6-1, 6-1                        |                                 |
| 1976-12-06 | Queensland Open                 |                                 |                                 | gras, buiten                    | Susan Leo                       | Donna Kelly                     | 7-5, 7-6                        |                                 |
| 1977-12-05 | Queensland Open                 |                                 |                                 | gras, buiten                    | Regina Maršíková                | Helena Anliot                   | 6-1, 3-6, 6-4                   |                                 |
| 1978-11-20 | Queensland Open                 |                                 |                                 | gras, buiten                    | Sue Barker                      | Chris O'Neil                    | 6-1, 6-3                        |                                 |
| 1979-12-03 | Queensland Open                 |                                 |                                 | gras, buiten                    | Linda Cassell                   | M Earle                         | 6-1, 4-6, 6-1                   |                                 |
| 1980-11-17 | Queensland Open                 |                                 |                                 | gras, buiten                    | Liz Sayers                      | Sue Barker                      | 6-2, 6-1                        |                                 |
| 1981-12-07 | Queensland Open                 |                                 |                                 | gras, buiten                    | Chris O'Neil                    | Keryn Pratt                     | 6-3, 7-5                        |                                 |
| 1982-11-15 | National Panasonic Open         |                                 | 125.000                         | gras, buiten                    | Wendy Turnbull                  | Pam Shriver                     | 6-3, 6-1                        | details                         |
| 1983-11-14 | National Panasonic Open         |                                 | 150.000                         | gras, buiten                    | Pam Shriver                     | Wendy Turnbull                  | 6-4, 7-5                        | details                         |
| 1984-11-12 | National Panasonic Open         |                                 | 150.000                         | gras, buiten                    | Helena Suková                   | Liz Sayers                      | 6-4, 6-4                        | details                         |
| 1985-11-11 | National Panasonic Open         |                                 | 150.000                         | gras, buiten                    | M Navrátilová                   | Pam Shriver                     | 6-3, 7-5                        | details                         |
| 1986       | geen toernooi                   | geen toernooi                   | geen toernooi                   | geen toernooi                   | geen toernooi                   | geen toernooi                   | geen toernooi                   | geen toernooi                   |
| 1986-12-29 | Jason 2000 Classic              |                                 | 150.000                         | gras, buiten                    | Hana Mandlíková                 | Pam Shriver                     | 6-2, 2-6, 6-4                   | details                         |
| 1987-12-28 | Ariadne Classic                 | Tier V                          | 150.000                         | gras, buiten                    | Pam Shriver                     | Jana Novotná                    | 7-6, 7-6                        | details                         |
| 1989-01-02 | Danone Hardcourt Champ's        | Tier V                          | 150.000                         | hardcourt, buiten               | Helena Suková                   | Brenda Schultz                  | 7-6, 7-6                        | details                         |
| 1990-01-01 | Danone Open                     | Tier IV                         | 150.000                         | hardcourt, buiten               | Natallja Zverava                | Rachel McQuillan                | 6-4, 6-0                        | details                         |
| 1990-12-31 | Danone Open                     | Tier IV                         | 150.000                         | hardcourt, buiten               | Helena Suková                   | Akiko Kijimuta                  | 6-4, 6-3                        | details                         |
| 1991-12-30 | Danone Open                     | Tier IV                         | 150.000                         | hardcourt, buiten               | Nicole Provis                   | Rachel McQuillan                | 6-3, 6-2                        | details                         |
| 1993-01-04 | Danone Hardcourt Champ's        | Tier III                        | 150.000                         | hardcourt, buiten               | Conchita Martínez               | Magdalena Maleeva               | 6-3, 6-4                        | details                         |
| 1994-01-03 | Danone Hardcourt Champ's        | Tier III                        | 150.000                         | hardcourt, buiten               | Lindsay Davenport               | Florencia Labat                 | 6-1, 2-6, 6-3                   | details                         |
| 1995–1996  | geen toernooi                   | geen toernooi                   | geen toernooi                   | geen toernooi                   | geen toernooi                   | geen toernooi                   | geen toernooi                   | geen toernooi                   |
| 1997–2008  | toernooi gehouden in Gold Coast | toernooi gehouden in Gold Coast | toernooi gehouden in Gold Coast | toernooi gehouden in Gold Coast | toernooi gehouden in Gold Coast | toernooi gehouden in Gold Coast | toernooi gehouden in Gold Coast | toernooi gehouden in Gold Coast |
| 2009-01-04 | Brisbane International          | International                   | 220.000                         | hardcourt, buiten               | Viktoryja Azarenka              | Marion Bartoli                  | 6-3, 6-1                        | details                         |
| 2010-01-03 | Brisbane International          | International                   | 220.000                         | hardcourt, buiten               | Kim Clijsters                   | Justine Henin                   | 6-3, 4-6, 7-6                   | details                         |
| 2011-01-02 | Brisbane International          | International                   | 220.000                         | hardcourt, buiten               | Petra Kvitová                   | Andrea Petković                 | 6-1, 6-3                        | details                         |
| 2012-01-01 | Brisbane International          | Premier                         | 655.000                         | hardcourt, buiten               | Kaia Kanepi                     | Daniela Hantuchová              | 6-2, 6-1                        | details                         |
| 2012-12-30 | Brisbane International          | Premier                         | 1.000.000                       | hardcourt, buiten               | Serena Williams                 | Anastasija Pavljoetsjenkova     | 6-2, 6-1                        | details                         |
| 2013-12-29 | Brisbane International          | Premier                         | 1.000.000                       | hardcourt, buiten               | Serena Williams                 | Viktoryja Azarenka              | 6-4, 7-5                        | details                         |
| 2015-01-04 | Brisbane International          | Premier                         | 1.000.000                       | hardcourt, buiten               | Maria Sjarapova                 | Ana Ivanović                    | 6-7, 6-3, 6-3                   | details                         |
| 2016-01-03 | Brisbane International          | Premier                         | 1.000.000                       | hardcourt, buiten               | Viktoryja Azarenka              | Angelique Kerber                | 6-3, 6-1                        | details                         |
| 2017-01-01 | Brisbane International          | Premier                         | 1.000.000                       | hardcourt, buiten               | Karolína Plíšková               | Alizé Cornet                    | 6-0, 6-3                        | details                         |
| 2017-12-31 | Brisbane International          | Premier                         | 1.000.000                       | hardcourt, buiten               | Elina Svitolina                 | Aljaksandra Sasnovitsj          | 6-2, 6-1                        | details                         |
| 2018-12-31 | Brisbane International          | Premier                         | 1.000.000                       | hardcourt, buiten               | Karolína Plíšková               | Lesja Tsoerenko                 | 4-6, 7-5, 6-2                   | details                         |
| 2020-01-06 | Brisbane International          | Premier                         | 1.500.000                       | hardcourt, buiten               | Karolína Plíšková               | Madison Keys                    | 6-4, 4-6, 7-5                   | details                         |
| 2021–2023  | geen toernooi                   | geen toernooi                   | geen toernooi                   | geen toernooi                   | geen toernooi                   | geen toernooi                   | geen toernooi                   | geen toernooi                   |
| 2023-12-31 | Brisbane International          | WTA 500                         | 1.736.763                       | hardcourt, buiten               | Jelena Rybakina                 | Aryna Sabalenka                 | 6-0, 6-3                        | details                         |
| 2024-12-29 | Brisbane International          | WTA 500                         | 1.520.600                       | hardcourt, buiten               | Aryna Sabalenka                 | Polina Koedermetova             | 4-6, 6-3, 6-2                   | details                         |

### Dubbelspel
| Datum              | Naam                            | Cat.                            | ($)                             | Ondergrond                      | Winnaressen                                   | Verliezend finalistes                  | Uitslag                         |                                 |
| ------------------ | ------------------------------- | ------------------------------- | ------------------------------- | ------------------------------- | --------------------------------------------- | -------------------------------------- | ------------------------------- | ------------------------------- |
| 1969-12-02         | Queensland Champ's              |                                 |                                 | gras, buiten                    | Karen Krantzcke Christina Sandberg            | Kerry Harris Winnie Shaw               | 7-5, 6-4                        |                                 |
| 1970-11-10         | Queensland Champ's              |                                 |                                 | gras, buiten                    | Evonne Goolagong Patricia Edwards             | Cynthia Sieler Lexie Crooke            | 6-2, 6-3                        | [ 2 ]                           |
| 1971-12-06         | Queensland Open                 |                                 |                                 | gras, buiten                    | Helen Gourlay Kerry Harris                    | Evonne Goolagong Janet Young           | 5-7, 7-5, 6-4                   |                                 |
| 1972-11-27         | Queensland Open                 |                                 |                                 | gras, buiten                    | Janet Fallis Evonne Goolagong                 | Barbara Hawcroft Marilyn Tesch         |                                 |                                 |
| 1973               | geen gegevens bekend            | geen gegevens bekend            | geen gegevens bekend            | geen gegevens bekend            | geen gegevens bekend                          | geen gegevens bekend                   | geen gegevens bekend            | geen gegevens bekend            |
| 1974-11-25         | Queensland Open                 |                                 |                                 | gras, buiten                    | Evonne Goolagong Peggy Michel                 | Vicki Lancaster Cecilia Martinez       | 6-1, 6-2                        |                                 |
| 1975–1976          | geen gegevens bekend            | geen gegevens bekend            | geen gegevens bekend            | geen gegevens bekend            | geen gegevens bekend                          | geen gegevens bekend                   | geen gegevens bekend            | geen gegevens bekend            |
| 1977-12-05         | Queensland Open                 |                                 |                                 | gras, buiten                    | Helena Anliot Regina Maršíková                | Nerida Gregory Naoko Satō              | 6-3, 3-1, opg.                  |                                 |
| 1978-11-21         | Queensland Open                 |                                 |                                 | gras, buiten                    | Tine Zwaan Elly Vessies                       | Sue Barker Wendy Gilchrist             | 7-5, 6-2                        |                                 |
| 1979–1981          | geen gegevens bekend            | geen gegevens bekend            | geen gegevens bekend            | geen gegevens bekend            | geen gegevens bekend                          | geen gegevens bekend                   | geen gegevens bekend            | geen gegevens bekend            |
| 1982-11-15         | National Panasonic Open         |                                 | 125.000                         | gras, buiten                    | Billie Jean King Anne Smith                   | C Kohde-Kilsch Eva Pfaff               | 6-3, 6-4                        | details                         |
| 1983-11-14         | National Panasonic Open         |                                 | 150.000                         | gras, buiten                    | Anne Hobbs Wendy Turnbull                     | Pam Shriver Sharon Walsh               | 6-3, 6-4                        | details                         |
| 1984-11-12         | National Panasonic Open         |                                 | 150.000                         | gras, buiten                    | M Navrátilová Pam Shriver                     | Bettina Bunge Eva Pfaff                | 6-3, 6-2                        | details                         |
| 1985-11-11         | National Panasonic Open         |                                 | 150.000                         | gras, buiten                    | M Navrátilová Pam Shriver                     | C Kohde-Kilsch Helena Suková           | 6-4, 6-7, 6-1                   | details                         |
| 1986               | geen toernooi                   | geen toernooi                   | geen toernooi                   | geen toernooi                   | geen toernooi                                 | geen toernooi                          | geen toernooi                   | geen toernooi                   |
| 1986-12-29 (1987*) | Jason 2000 Classic              |                                 | 150.000                         | gras, buiten                    | Hana Mandlíková Wendy Turnbull                | Betsy Nagelsen Elizabeth Smylie        | 6-4, 6-3                        | details                         |
| 1987-12-28 (1988*) | Ariadne Classic                 | Tier V                          | 150.000                         | gras, buiten                    | Betsy Nagelsen Pam Shriver                    | C Kohde-Kilsch Helena Suková           | 2-6, 7-5, 6-2                   | details                         |
| 1989-01-02         | Danone Hardcourt Champ's        | Tier V                          | 150.000                         | hardcourt, buiten               | Jana Novotná Helena Suková                    | Patty Fendick Jill Hetherington        | 6-7, 6-1, 6-2                   | details                         |
| 1990-01-01         | Danone Open                     | Tier IV                         | 150.000                         | hardcourt, buiten               | Jana Novotná Helena Suková                    | Hana Mandlíková Pam Shriver            | 6-3, 6-1                        | details                         |
| 1990-12-31 (1991*) | Danone Open                     | Tier IV                         | 150.000                         | hardcourt, buiten               | Gigi Fernández Jana Novotná                   | Patty Fendick Helena Suková            | 6-3, 6-1                        | details                         |
| 1991-12-30 (1992*) | Danone Open                     | Tier IV                         | 150.000                         | hardcourt, buiten               | Jana Novotná Larisa Neiland                   | Manon Bollegraf Nicole Provis          | 6-4, 6-3                        | details                         |
| 1993-01-04         | Danone Hardcourt Champ's        | Tier III                        | 150.000                         | hardcourt, buiten               | Conchita Martínez Larisa Neiland              | Shannan McCarthy Kimberly Po           | 6-2, 6-2                        | details                         |
| 1994-01-03         | Danone Hardcourt Champ's        | Tier III                        | 150.000                         | hardcourt, buiten               | Laura Golarsa Natalia Medvedeva               | Jenny Byrne Rachel McQuillan           | 6-3, 6-1                        | details                         |
| 1995–1996          | geen toernooi                   | geen toernooi                   | geen toernooi                   | geen toernooi                   | geen toernooi                                 | geen toernooi                          | geen toernooi                   | geen toernooi                   |
| 1997–2008          | toernooi gehouden in Gold Coast | toernooi gehouden in Gold Coast | toernooi gehouden in Gold Coast | toernooi gehouden in Gold Coast | toernooi gehouden in Gold Coast               | toernooi gehouden in Gold Coast        | toernooi gehouden in Gold Coast | toernooi gehouden in Gold Coast |
| 2009-01-04         | Brisbane International          | International                   | 220.000                         | hardcourt, buiten               | Anna-Lena Grönefeld Vania King                | Klaudia Jans Alicja Rosolska           | 3-6, 7-5, [10-5]                | details                         |
| 2010-01-03         | Brisbane International          | International                   | 220.000                         | hardcourt, buiten               | Andrea Hlaváčková Lucie Hradecká              | Melinda Czink A Parra Santonja         | 2-6, 7-6, [10-4]                | details                         |
| 2011-01-02         | Brisbane International          | International                   | 220.000                         | hardcourt, buiten               | Alisa Klejbanova A Pavljoetsjenkova           | Klaudia Jans Alicja Rosolska           | 6-3, 7-5                        | details                         |
| 2012-01-01         | Brisbane International          | Premier                         | 655.000                         | hardcourt, buiten               | Nuria Llagostera Vives Arantxa Parra Santonja | Raquel Kops-Jones Abigail Spears       | 7-6, 7-6                        | details                         |
| 2012-12-30 (2013*) | Brisbane International          | Premier                         | 1.000.000                       | hardcourt, buiten               | Bethanie Mattek-Sands Sania Mirza             | Anna-Lena Grönefeld Květa Peschke      | 4-6, 6-4, [10-7]                | details                         |
| 2013-12-29 (2014*) | Brisbane International          | Premier                         | 1.000.000                       | hardcourt, buiten               | Alla Koedrjavtseva Anastasia Rodionova        | Kristina Mladenovic Galina Voskobojeva | 6-3, 6-1                        | details                         |
| 2015-01-04         | Brisbane International          | Premier                         | 1.000.000                       | hardcourt, buiten               | Martina Hingis Sabine Lisicki                 | Caroline Garcia Katarina Srebotnik     | 6-2, 7-5                        | details                         |
| 2016-01-03         | Brisbane International          | Premier                         | 1.000.000                       | hardcourt, buiten               | Martina Hingis Sania Mirza                    | Angelique Kerber Andrea Petković       | 7-5, 6-1                        | details                         |
| 2017-01-01         | Brisbane International          | Premier                         | 1.000.000                       | hardcourt, buiten               | Bethanie Mattek-Sands Sania Mirza             | Jekaterina Makarova Jelena Vesnina     | 6-2, 6-3                        | details                         |
| 2017-12-31 (2018*) | Brisbane International          | Premier                         | 1.000.000                       | hardcourt, buiten               | Kiki Bertens Demi Schuurs                     | Andreja Klepač MJ Martínez Sánchez     | 7-5, 6-2                        | details                         |
| 2018-12-31 (2019*) | Brisbane International          | Premier                         | 1.000.000                       | hardcourt, buiten               | Nicole Melichar Květa Peschke                 | Chan Hao-ching Latisha Chan            | 6-1, 6-1                        | details                         |
| 2020-01-06         | Brisbane International          | Premier                         | 1.500.000                       | hardcourt, buiten               | Hsieh Su-wei Barbora Strýcová                 | Ashleigh Barty Kiki Bertens            | 3-6, 7-6, [10-8]                | details                         |
| 2021–2023          | geen toernooi                   | geen toernooi                   | geen toernooi                   | geen toernooi                   | geen toernooi                                 | geen toernooi                          | geen toernooi                   | geen toernooi                   |
| 2023-12-31 (2024*) | Brisbane International          | WTA 500                         | 1.736.763                       | hardcourt, buiten               | Ljoedmyla Kitsjenok Jeļena Ostapenko          | Greet Minnen Heather Watson            | 7-5, 6-2                        | details                         |
| 2024-12-29 (2025*) | Brisbane International          | WTA 500                         | 1.520.600                       | hardcourt, buiten               | Mirra Andrejeva Diana Sjnajder                | Priscilla Hon Anna Kalinskaja          | 7-6, 7-5                        | details                         |

* Bij een aanvangsdatum op het eind van december geldt het volgende jaar als toernooi-jaar.